# Narodni muzej Kolomba
Narodni muzej Kolomba, znan tudi kot Narodni muzej Šrilanke, je eden od dveh muzejev v Kolombu. Je največji muzej na Šrilanki. Upravlja ga oddelek Narodnega muzeja centralne vlade. Muzej hrani zbirke velikega pomena za Šrilanko, kot so regalije države, vključno s prestolom in krono kandijskih monarhov ter številne druge predmete, ki pripovedujejo o starodavni Šrilanki. 

## Zgodovina
Muzej Kolomba, kot se je imenoval na začetku, je bil ustanovljen 1. januarja 1877. Njegov ustanovitelj je bil sir William Henry Gregory, tedanji britanski guverner Cejlona. Royal Asiatic Society (CB) je pripomogla k temu, da je Gregoryja leta 1872 obvestila, da je bil imenovan za guvernerja, saj je potrebo po javnem muzeju v tistem letu s težavo odobril zakonodajni svet. Arhitekt oddelka za javna dela James G. Smithers (1833 - 1910)  je lahko pripravil načrte za novo stavbo v italijanskem arhitekturnem slogu. Gradnja je bila zaključena leta 1876 in muzej je začel delovati v naslednjem letu.
Gradnja muzeja je bila zaupana Arasi Marikar Wapchie Marikarju (rojen 1829, umrl leta 1925, znan kot Wapchi Marikar, ki je izhajal iz družine Sheiq Fareed, ki je prispela na Cejlon leta 1060), ded po očetovi strani sira Razika Fareeda. Wapchi Marikar je bil graditelj Generalne pošte v Kolombu, Carine v Carthu, stare mestne hiše v Pettah, Hotela Galle Face, Victoria Arcade, stavbo Finlay Moir, Stolpne ure, vojašnice Batternburg in številnih drugih stavb, ki še vedno stojijo (podatek 2011 ). Stara mestna hiša v Pettah, ki je zdaj tržnica, je bila zgrajena po pogodbi za vsoto 689 funt sterlingov.
Januarja 1877 je guverner Gregory razglasil odprtje stavbe muzeja Colombo v navzočnosti velike množice, med katerimi je bilo veliko muslimanov. Na koncu slovesnosti je guverner vprašal Wapchi Marikarja, kakšno čast bi želel imeti za svojo predanost. Isto je vprašal tesarja S. M. Perera, ki je bil odgovoren za lesene izdelke Muzeja, ki je zahteval in dobil lokalni čin. Marikar je zahteval, da se muzej zapira v petek, muslimansko sabbath; ta zahteva je bila odobrena in vzdrževana, čeprav je bil kasneje muzej odprt, vse dni razen za praznike. 
Ko je bil v muzeju razstavljen prestol zadnjega kandijskega kralja, je tedanji premier D. S. Senanayake pridobil soglasje vnuka sira Razika Fareeda, Wapči Marikarja, da je bil muzej odprt samo ta petek.
V obdobju med letoma 1877 in 1999 so oblasti muzeja naredile različne novosti za prikaz kulturne in naravne dediščine države. Od časa do časa je bilo pod vodstvom dr. Arthura Willeya in dr. Josepha Pearsona dodanih še več drugih traktov, v času direktorovanja dr. P. E. P. Deraniyagala, dr. P. H. D. H. de Silva in Sirinimala Lakdusinghe pa dograjenih več stavb. Prirodoslovni muzej in še en vsebujeta avditorij. Te stavbe bi olajšale razširitev knjižnice etnoloških in antropoloških študij, itd.

## Razvoj po letu 1940
Muzej je dobil status nacionalnega muzeja v obdobju P. E. P. Deraniyagala. Odprl je podružnične muzeje v Džafni, Kandiju in Ratnapuri in v celoti ustanovil oddelek narodnega muzeja, ustanovljen leta 1942 z aktom št. 31. V končni fazi je bilo odprtih devet podružnic muzeja, pa tudi šolski znanstveni program in mobilna muzejska služba.
V muzeju je kopija kipa Tare, kip tričetrtine naravne velikosti Tare (žena  Bodhisatve v Mahajani), ki se trenutno nahaja v Britanskem muzeju. V zbirko so bili dodani kronski dragulji in prestol zadnjega kandijskega kralja, ki ga je Britanska vlada vrnila Šrilanki. Spodnje galerije so razporejene v zgodovinskem zaporedju, zgornje galerije pa tematsko.
Knjižnica je bila ustanovljena 1. januarja 1877. Vladna orientalska knjižnica (1870) je služila kot jedro zbirke knjižnic z zbiranjem lokalnih publikacij v zadnjih 129 letih; knjižnica deluje kot neuradna nacionalna knjižnica Šrilanke in je prva knjižnica arhiv na otoku. Od samega začetka je bila posebna pozornost namenjena izgradnji zbirke, povezane s Šrilanko, politiko in naravoslovno znanostjo.

## Knjižnica
Narodna muzejska knjižnica je oddelek Narodnega muzeja Šrilanke, ki deluje kot njegova knjižnica in arhiv za zbiranje knjig in dokumentov. Ustanovljena je bila 1. januarja 1877 kot knjižnica Narodnega muzeja Kolomba, ko je bil ta ustanovljen, vanjo pa vključena vladna orientalska knjižnica, ustanovljena leta 1870. Od leta 1885 je po zakonu kopija vsakega dokumenta, natisnjenega v državi, shranjena v muzejski knjižnici, saj je delovala kot najstarejši arhiv na Šrilanki.
Trenutno je v knjižnici na voljo več kot 12 milijonov naslovov, v glavnih klasifikacijah:
- Umetnost in humanistika: arheologija, etnologija, antropologija, orientalski jeziki in književnost;
- Naravoslovje: Zoologija, entomologija, geologija in botanika;

Vrste dokumentov obsegajo:
- Palmove liste napisane v singalščini, pali, sanskrtu, burmanščini, telugu in tamilščini. Predmeti vključujejo budizem, literaturo, zgodovino, medicino, astrologijo, demonologijo, veterinarstvo, umetnost, arhitekturo in folkloro.
- Tiskane knjige in brošure, vključno z vsemi objavljenimi deli od leta 1737.
- Revije, lokalne in tuje;
- Vladne publikacije, vključno z Modrimi knjigami od 1864-1938, poročili uprave, zapisniki sej, hanardsov (tradicionalno ime prepisov parlamentarnih razprav v Veliki Britaniji in številnih državah Commonwealtha), itd .;
- Imeniki, statistične letne knjige, trgovski katalogi, itd .;
- Zakonodajna poročila.
- Zemljevidi in risbe;
- Žigi in razglednice